# Vol SATA Air Açores 530M
Dans la matinée du 11 décembre 1999, le vol SATA Air Açores 530M, un vol régional exploité par un British Aerospace ATP de la compagnie portugaise SATA Air Açores et assurant la liaison entre Ponta Delgada et Santa Cruz das Flores, avec une escale intermédiaire à Horta, aux Açores, s'est écrasé sur le Pico da Esperança (en), une montagne située au centre de l'île de São Jorge, alors qu'il se dirigeait vers l'aéroport de Horta. Les 35 passagers et membres d'équipage présents à bord ont tous été tués , il s'agit de l'accident aérien le plus meurtrier impliquant le BAe ATP.

## Déroulement du vol
Le vol 530M, assuré par un British Aerospace ATP immatriculé CS-TGM et portant le nom de Graciosa, entame la première étape du vol depuis l'aéroport João Paulo II, à Ponta Delgada (sur l'île de São Miguel), et à destination d'Horta (sur l'île de Faial), avant de poursuivre son trajet vers Santa Cruz das Flores (sur l'île de Flores, une autre île des Açores).
L'avion a décollé, avec à son bord 4 membres d'équipage et 31 passagers, à 9 h 37, avec un niveau de vol prévu à FL120 (12 000 pieds (3 700 m)), une vitesse de croisière de 260 nœuds (481 km/h) et une durée de vol estimée à 51 minutes. L'équipage était composé du commandant de bord Arnaldo Mesquita (55 ans), du copilote António Magalhães (46 ans) et de deux membres du Personnel navigant commercial (PNC) en cabine.
Les informations météorologiques prévues entre minuit et 6 h 00 du matin dans les différentes îles des Açores indiquaient un front froid superficiel, avec des nuages denses, des vents modérés venant du sud-ouest se transformant en vents forts en direction du nord, mais généralement faibles au centre et dans l'ouest de l'archipel. La force du vent pour l'itinéraire du vol 530M variait de 30 à 45 nœuds (56 à 83 km/h).

### Accident

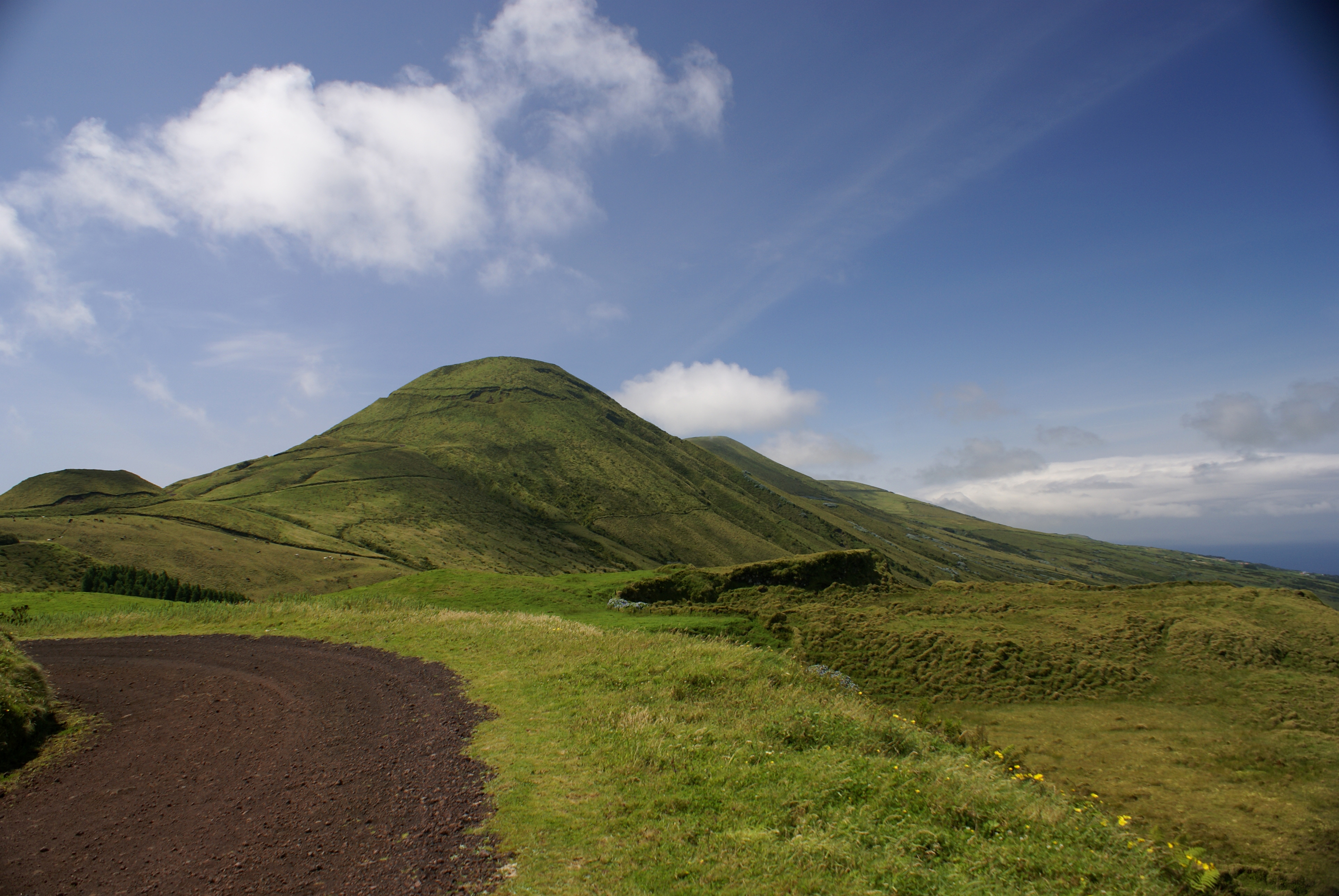
Le Pico da Esperança, lieu de l'accident du vol 530M.

Au cours du vol, l'équipage a décidé de modifier son plan de vol, optant pour une route comprenant une descente d'approche au-dessus du canal entre les îles de Pico et São Jorge, pour intercepter le radial VOR/VLF de 250° d'Horta. La tour de contrôle a initialement autorisé l'avion pour le niveau de vol FL100 (10 000 pieds (3 000 m)), mais l'équipage a ensuite demandé (et a été autorisé) à descendre à 5 000 pieds (1 500 m) avec pour instruction de maintenir un contact visuel avec l'île de Pico.
À 10 h 03, le copilote a contacté la tour de contrôle de Santa Maria pour signaler que l'avion passait le point de cheminement LIMA-MIKE. Le vol 530M était prévu pour une route directe vers Horta, mais lorsque l'équipage a signalé sa position comme LIMA-MIKE, le BAe ATP avait déjà dérivé de 14 milles nautiques (25 km) de sa route ; l'équipage n'a pas indiqué qu'il était au courant de cette déviation.
À environ 43 milles nautiques (79 km) d'Horta, l'équipage a été autorisé par la tour de contrôle à descendre à 5 000 pieds (1 500 m) et a indiqué son contact visuel avec l'île de Pico. Pendant la descente, de fortes pluies et des turbulences ont été rencontrées par le vol, qui a continué sa route pendant sa descente, traversant la côte nord de l'île de São Jorge. Mais l'équipage avait alors perdu conscience de la situation et ne pouvait pas distinguer ses altitudes barométriques, affichées sur les radioaltimétres dans le cockpit.
L'équipage ne s'est rendu compte qu'il survolait l'île que grâce à l'indication verbale du copilote et à l'alarme finale de l'avertisseur de proximité du sol (GPWS). Cinq secondes après la première alarme du GPWS, le copilote a réagi en tirant sur les manettes des gaz, et huit secondes après cette alarme, les moteurs ont réagi. L'avion a commencé à reprendre de l'altitude et a viré vers la gauche.
À 10 h 17, sept minutes après avoir commencé la descente, l'aile gauche du BAe ATP a heurté le flanc nord et le flanc est d'une montagne, nommée Pico da Esperança (en français le « Pique de l'Espoir »), et s'est séparée du fuselage, à une altitude d'environ 3 501 pieds (1 067 m), sur l'île de São Jorge. L'avion a ensuite poursuivi sa trajectoire, en prenant du roulis sur la gauche et se renversant sur le dos, avant de s'écraser la mer. Le GPWS a alerté l'équipage 17 secondes avant l'impact. Aucun appel d'urgence n'a été reçu de l'avion avant qu'il ne s'écrase. Il n'y a pas eu d'incendie après le crash.
Les équipes de secours sont arrivées sur les lieux de l'accident plus de quatre heures après le crash, où les débris et les corps des victimes ont été dispersés dans un ravin. Les recherches ont été interrompues après la tombée de la nuit et n'ont repris que dimanche, lorsque l'équipe d'enquête a été envoyée sur le site isolé de l'accident depuis le continent. Sept corps ont été récupérés alors que les secouristes utilisaient des cordes et des civières, et se précipitaient sur le versant escarpé de la montagne avant la tombée de la nuit. De même, un épais brouillard enveloppait la zone du crash, qui était alors inaccessible aux véhicules, rendant les opérations de recherche difficiles.
Bien que les hélicoptères de la Force aérienne portugaise étaient prêts à évacuer les éventuels survivants, le temps passé a fait que les chercheurs n'étaient là que pour « récupérer les corps et examiner les causes de l'accident », car il n'y avait « aucun espoir de trouver des survivants », selon les commentaires du ministre de l'Intérieur Fernando Gomes.
Tous les vols de la SATA ont été annulés à la suite du crash. Le Premier ministre portugais António Guterres, qui se trouvait à Helsinki, en Finlande, pour un sommet de l'Union européenne, a annulé une visite prévue au Kosovo et s'est dirigé directement vers l'archipel des Açores. La SATA a organisé des vols vers les îles pour les familles des victimes du crash.

## Enquête et causes de l'accident

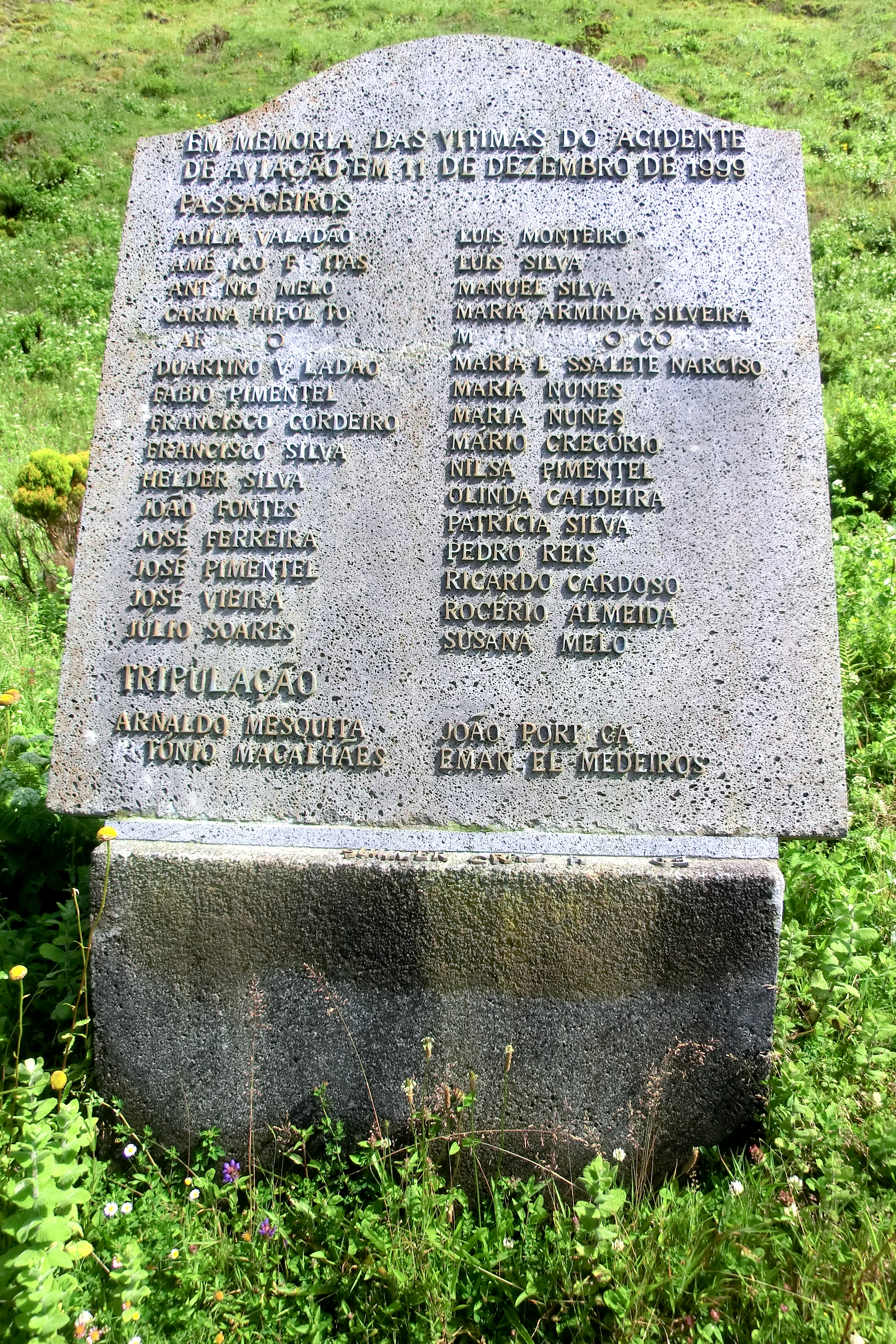
Mémorial avec le nom des toutes victimes sur le "Pico da Esperança".

Le rapport final de l'INAC ("Instituto Nacional de Aviação Civil" en français : Institut National de l'Aviation Civil) conclut que l'avion a légèrement dévié de sa route prévue vers Horta, sans que les pilotes s'en rendent compte. Cet écart a conduit l'appareil sur la côte nord de l'île de São Jorge, où il s'est finalement écrasé sur le Pico da Esperança. L'équipage était « absolument convaincu » que l'avion se trouvait au-dessus de la mer, et il était concentré sur les conditions météorologiques au moment de l'accident.
Après avoir entendu l'alarme du GPWS, trois secondes avant le premier impact, le copilote a alerté le commandant qu'il « perdait de l'altitude et se trouvait au-dessus de São Jorge ». Mais, même si les pilotes ont augmenté la puissance des moteurs, la manœuvre n'a pas été suffisante pour permettre à l'avion d'éviter le relief.
La conclusion du rapport indique également un manque de rigueur des pilotes concernant le maintien de l'altitude de sécurité prescrite, une navigation à l'estime imprécise, un manque de recoupement des informations des radioaltimètres et de l'altimètre barométrique et une utilisation inappropriée du radar météorologique aéroporté comme moyen supplémentaire de navigation, l'ensemble de ces facteurs ayant contribué à la catastrophe.
Les mauvaises conditions météorologiques du jour (nuages, vents modérés à forts et turbulences) et l'absence d'aides à la navigation autonomes à bord de l'avion (comme le GPS), qui auraient pu déterminer leur position exacte, ont également été des facteurs qui ont contribué à l'accident. En ce qui concerne l'avion, le rapport a déterminé que le BAe ATP effectuait ce vol dans les conditions de navigation correspondant aux règlements et aux procédures approuvées décrites par les autorités aéronautiques.